# Gaston Darboux
Jean-Gaston Darboux (Nimes, 14 de agosto de 1842 — Paris, 23 de fevereiro de 1917) foi um matemático francês. Foi eleito membro da Royal Society em 1902.
Em 1861 Darboux candidatou-se simultaneamente à admissão na Escola Normal Superior de Paris e à École Polytechnique, tendo ficado em primeiro lugar em ambos os concursos. Acabou por escolher a Escola Normal Superior.
Doutorou-se em 1866 com a tese Sur les surfaces orthogonaux. Foi professor do ensino secundário de 1867 a 1872, sendo depois professor na Escola Normal Superior. Foi assistente primeiro de Liouville e depois de Michel Chasles, a quem sucedeu como regente da cadeira de Geometria Superior, lugar que ocupou até sua morte. Foi director da Faculdade de Ciências de Paris, de 1889 a 1903. Tornou-se membro da Academia Francesa de Ciências em 1884 e secretário vitalício da respectiva secção de Matemática a partir de 1900.
Darboux foi sobretudo um geômetra e a sua maneira geométrica de pensar levou-o a fazer descobertas em análise e mecânica racional. Sua obra mais conhecida é Leçons sur la théorie générale des surfaces, em quatro volumes (1887–1896).
Foi também o editor das obras completas de Jean-Baptiste Joseph Fourier.
Foi palestrante convidado do Congresso Internacional de Matemáticos em Roma (1908: Les origines, les méthodes et les problèmes de la géométrie infinitésimale).